# Gare de Valemount
La  gare de Valemount est une gare ferroviaire canadienne de la ligne principale du Canadien National. Elle est située au nord-est du centre du village de Valemount en Colombie-Britannique.
C'est un point d'arrêt Via Rail Canada desservi par le train nommé Le Canadien.

## Situation ferroviaire
Établie à 792 mètres d'altitude, la gare de Valemount est située point mile 74,5 de la subdivision Abrelda de la ligne principale du Canadien National.

## Histoire
La station de Valemount est mise en service en 1927.

## Service des voyageurs

### Accueil
Point d'arrêt Via Rail Canada de type poteau indicateur.

### Desserte
Valemount n'est desservie qu'à la demande (sur réservation) par Le Canadien.

### Intermodalité
Le stationnement des véhicules est possible à proximité.